# Boża Pomoc
Boża Pomoc – osada w Polsce położona w województwie wielkopolskim, w powiecie leszczyńskim, w gminie Lipno.
W latach 1975–1998 miejscowość administracyjnie należała do województwa leszczyńskiego.